# Гёпнер, Эрих
Эрих Курт Рихард Гёпнер (нем. Erich Kurt Richard Hoepner; 14 сентября 1886 — 8 августа 1944) — немецкий военачальник времён Второй мировой войны. Генерал-полковник (с 1940 года). Во время вторжения в СССР командовал 4-й танковой группой. Во время битвы за Москву отстранен от командования и отправлен в отставку. Казнён в 1944 году за участие в заговоре 20 июля.

## Начало карьеры
Начал военную службу в марте 1905 года фанен-юнкером (кандидат в офицеры) в 13-м Шлезвиг-Голштейнском драгунском полку. В августе 1906 года произведен в лейтенанты. С октября 1913 года до начала Первой мировой войны обучался в военной академии в Берлине. С февраля 1914 года — обер-лейтенант.

## Первая мировая война
С начала войны — офицер-порученец в штабе 16-го армейского корпуса. С июня 1915 года — ротмистр (капитан). Затем служил в штабах уровня корпус — армия.
Награждён Железными крестами обеих степеней и ещё двумя орденами.

## Между мировыми войнами
После войны продолжил службу в рейхсвере, в 1921—1923 годах в военном министерстве (в инспекции кавалерии), затем в штабах уровня дивизии.
С 1930 года — командир полка (с февраля 1933 года — полковник), с 1934 года — начштаба 1-го армейского корпуса (Кёнигсберг). С января 1936 года — генерал-майор.
С ноября 1938 года — командующий 16-м армейским корпусом (моторизованным), генерал-лейтенант.
С 1935 года поддерживал связи с представителями Сопротивления в вермахте.

## Вторая мировая война
За Польскую кампанию награждён Рыцарским крестом.
После Французской кампании произведён в генерал-полковники.
С февраля 1941 года — командующий 4-й танковой группой. 4-я танковая группа в составе Группы армий «Север» наступала через Прибалтику и далее на Ленинград. В сентябре 1941 года передана в состав Группы армий «Центр» для наступления на Москву. Принимала участие в Вяземском сражении и Московской битве (наступала через Можайск).
В декабре 1941 года Гёпнер проигнорировал приказ Гитлера держаться до последнего и совершил тактическое отступление. За это 8 января 1942 года Гёпнер был снят с поста командующего 4-й танковой армии с формулировкой «за трусость и неподчинение приказам». Гитлер распорядился, чтобы Гёпнера лишили пенсии и отказали ему в праве носить военную форму и награды, что противоречило закону и правилам вермахта. «Фактически за Гёпнером осталось только право ношения формы. Против него не было возбуждено дело, и он не был предан военному суду.» — написал Reinhardt Klaus в своей книге «Поворот под Москвой». Но Гёпнер подал судебный иск против этого решения, чтобы вернуть себе пенсию — судьи в то время не могли быть уволены даже Гитлером, и Гепнер выиграл судебное дело.

## Участие в заговоре 20 июля
20 июля 1944 года, после покушения полковника фон Штауффенберга на Гитлера, Гёпнер в полной военной форме явился в штаб армии резерва, где находились руководители военного выступления против Гитлера. Принял на себя обязанности командующего резервной армией, после того как Фридрих Фромм был арестован заговорщиками. По воспоминаниям очевидцев, Гёпнер был недостаточно эффективен во время выступления 20 июля 1944 года.
Поздно вечером мятеж был подавлен, а его руководители, включая генерала Гёпнера, — арестованы. Гёпнер обратился с просьбой к командующему армией резерва генералу Фридриху Фромму (участвовавшему в подавлении заговора) разрешить ему оправдаться в суде. Фромм просьбу удовлетворил, Гёпнер был лишь арестован в отличие от других более активных участников июльского заговора, которых по приказу Фромма расстреляли ночью 21 июля 1944 года.

## Суд и казнь
7 августа Гёпнер предстал вместе с несколькими другими заговорщиками перед Народной судебной палатой Рейха. 8 августа 1944 года был приговорен к смертной казни и тотчас же повешен в тюрьме Плётцензее в Берлине.

## Награды
- Железный крест (1914) 1-го и 2-го класса (Королевство Пруссия)
- Королевский орден Дома Гогенцоллернов рыцарский крест с мечами (Королевство Пруссия)
- Орден Фридриха рыцарский крест 2-го класса с мечами (Королевство Вюртемберг)
- Почётный крест Первой мировой войны 1914/1918
- Медаль «За выслугу лет в вермахте» с 4-го по 1-й класс
- Пряжка к Железному кресту 2-го и 1-го класса
- Рыцарский крест Железного креста (27 октября 1939)

## Эрих Гёпнер в популярной культуре
- В немецком художественном фильме «Штауффенберг» роль Эриха Гёпнера сыграл актёр Рональд Ничке.